# ديبال
شركة ديبال لتكنولوجيا السيارات المحدودة (بالإنجليزية: Deepal Automobile Technology Co., Ltd.) أو شركة شينلان للتكنولوجيا المحدودة (بالإنجليزية: Shenlan Technology Co., Ltd.) (بالصينية: 深蓝汽车؛ البينيين: Shēnlán Qìchē؛ ت.ح. 'Deep Blue') هي شركة تصنيع مركبات كهربائية مملوكة لشانجان للسيارات.
تأسست الشركة في عام 2018 تحت اسم تشونغتشينغ شانجان لتكنولوجيا سيارات الطاقة الجديدة (بالإنجليزية: Chongqing Changan New Energy Automobile Technology) وأصبحت علامة تجارية مستقلة منذ عام 2023.

## التاريخ

شعار ديبال

في أبريل 2008، قامت شانجان للسيارات و تشونغتشينغ للعلوم والتكنولوجيا فينتشر كابيتال المحدودة بالاستثمار بشكل مشترك لتأسيس شانجان للسيارات الطاقة الجديدة المحدودة.
في 8 ديسمبر 2017، تم تأسيس قسم الطاقة الجديدة لشانجان للسيارات، والذي يعمل على توحيد تخطيط منتجات الطاقة الجديدة، والتطوير الكامل للمركبات، وتطوير نظام نقل الحركة، والمشتريات، والمبيعات داخل القسم.
من يناير 2020 إلى مارس 2022، مع دمج شانجان للطاقة الجديدة وقسم الطاقة الجديدة لشركة شانجان للسيارات، تم إنشاء شانجان لتكنولوجيا الطاقة الجديدة للسيارات. بعد تقديم 12 مستثمرًا في جولتين منفصلتين، تسبب ذلك في انخفاض ملكية شركة شانجان للسيارات مؤقتًا من 100% مملوكة بالكامل إلى 40.66%. أعلنت الشركة عن الطراز الأول سي إل 03 (الاسم الرمزي سي 385) تحت العلامة التجارية تشانجان شينلان.
في نهاية عام 2022، أعلنت شانجان للسيارات عن استحواذها على حصة 10.34% في شانجان لتكنولوجيا الطاقة الجديدة للسيارات من مساهمين اثنين، مما أدى إلى زيادة حصتها في الملكية من 40.66% إلى 51.00%، وبالتالي استعادة السيطرة على الشركة.
في عام 2023، تم الإعلان عن الاسم الإنجليزي لعلامة شانجان شينلان التجارية، ديبال، وتمت إعادة تسمية شركة شانجان لتكنولوجيا الطاقة الجديدة للسيارات إلى ديبال لتكنولوجيا السيارات. تم تشغيل العلامة التجارية ديبال بشكل مستقل عن مجموعة تشانجان.
في نوفمبر 2023، قدمت شركة ديبال طرازين في تايلاند، سيارة السيدان إل 07 وسيارة الدفع الرباعي إس 07. تم استيراد كلا النموذجين من الصين. وتقوم شانجان ببناء قاعدة إنتاج في تايلاند، حيث من المقرر أن تبدأ المرحلة الأولى من الإنتاج في الربع الأول من عام 2025.

## المنتجات
تم تقديم النموذج الأول من ديبال، إس إل 03 (الاسم الرمزي سي 385، والذي تمت إعادة تسميته لاحقًا إلى إل 07)، في عام 2022. تستخدم نماذج ديبال الحالية منصة شانجان EPA NEV، مقسمة إلى EPA0 وEPA1 وEPA2. سيتم إصدار خمسة نماذج أولية، 1 يعتمد على EPA0 و4 يعتمد على EPA1.

### النماذج الحالية
- ديبال إل 07 (2022 إلى الآن)، سيارة سيدان مدمجة، BEV/EREV
- ديبال إس 05 (2024 إلى الآن)، سيارة الدفع الرباعي صغيرة الحجم، BEV/EREV
- ديبال إس 07 (2023 إلى الآن)، سيارة الدفع الرباعي المدمجة، BEV/EREV
- ديبال إس 09 (2025 حتى الآن)، سيارة رياضية متعددة الاستخدامات كاملة الحجم، EREV
- ديبال جي 318 (2023 إلى الآن)، سيارة الدفع الرباعي متوسطة الحجم، BEV/EREV

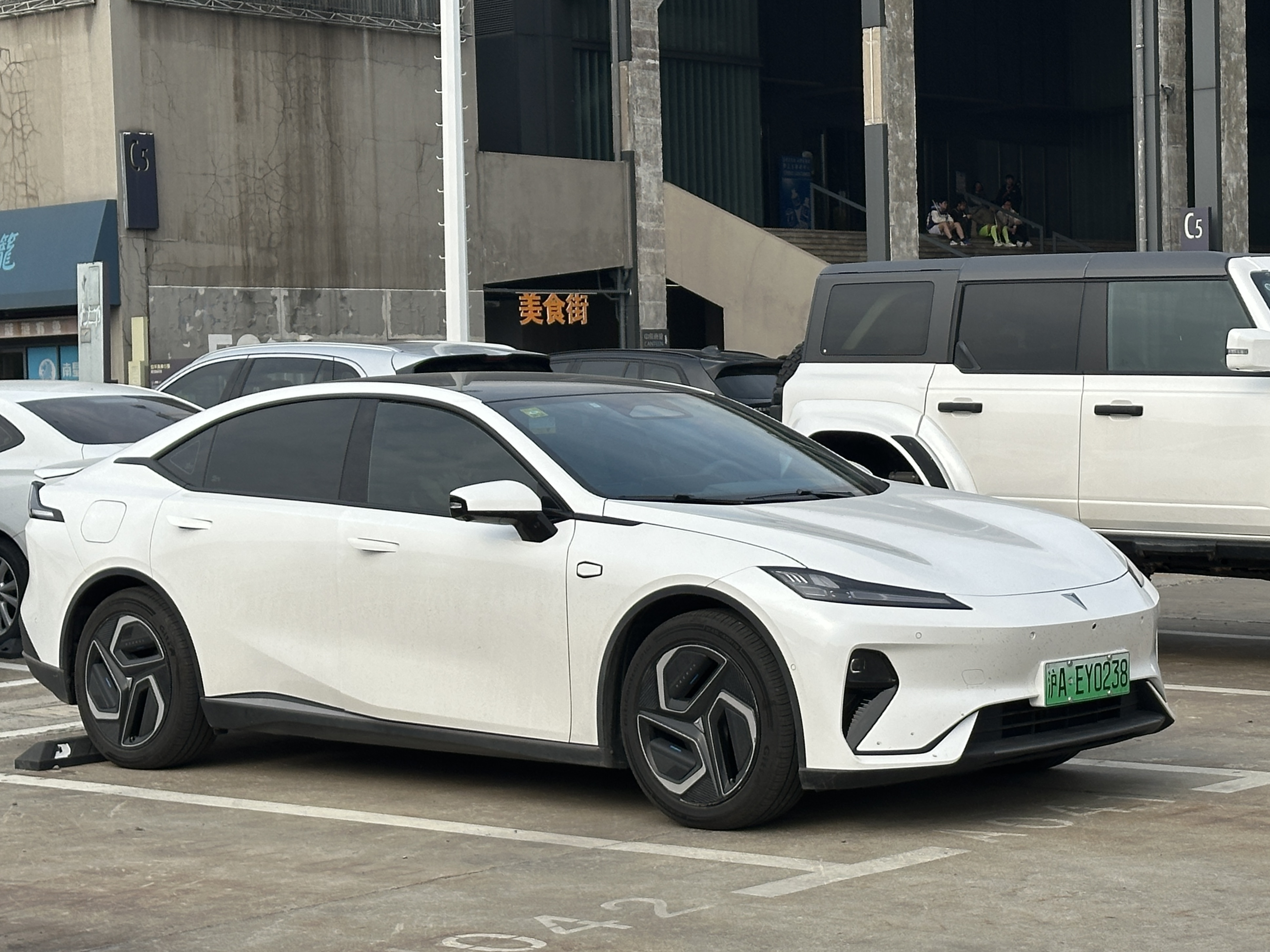
ديبال إل 07
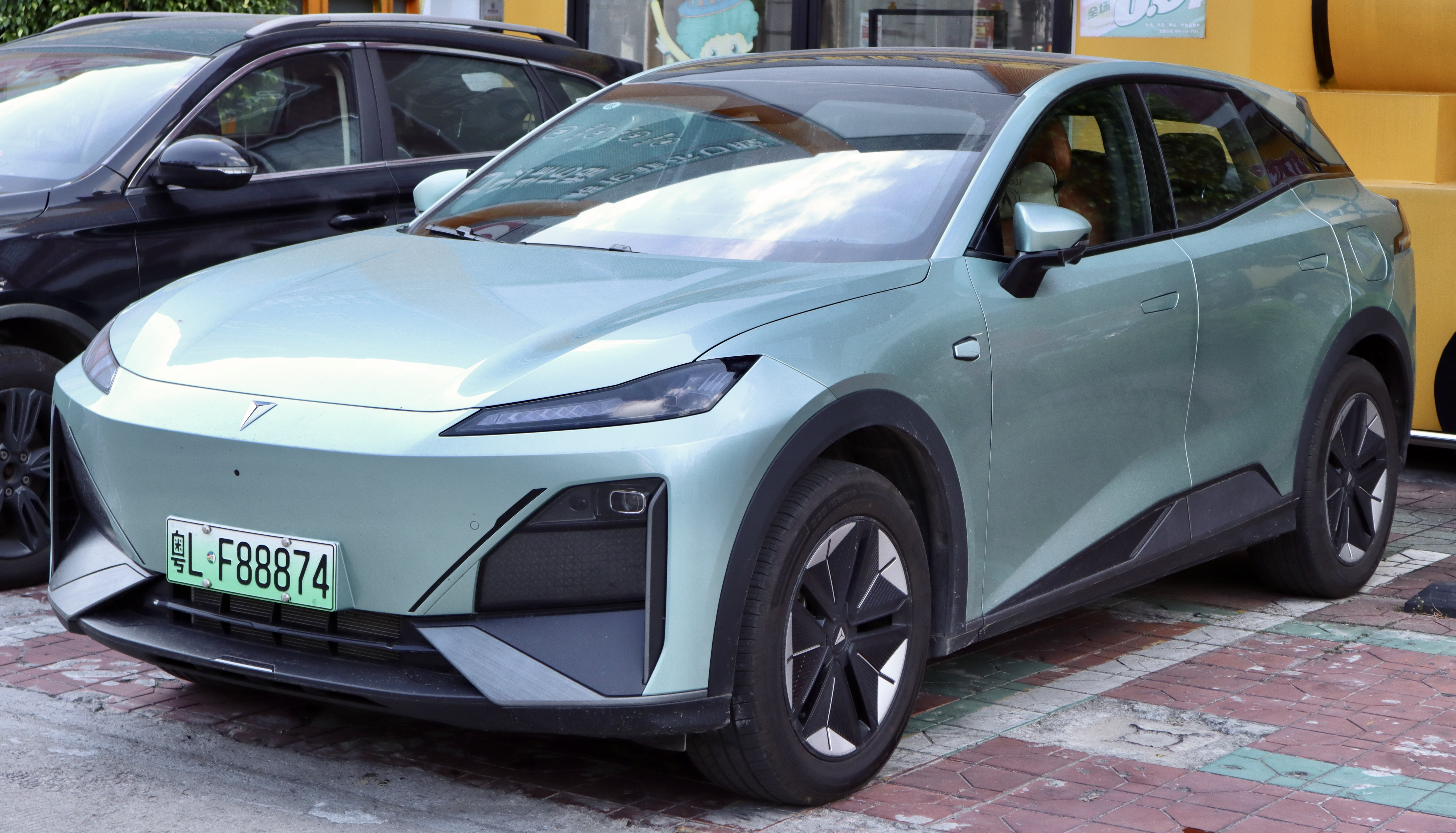
ديبال إس 07
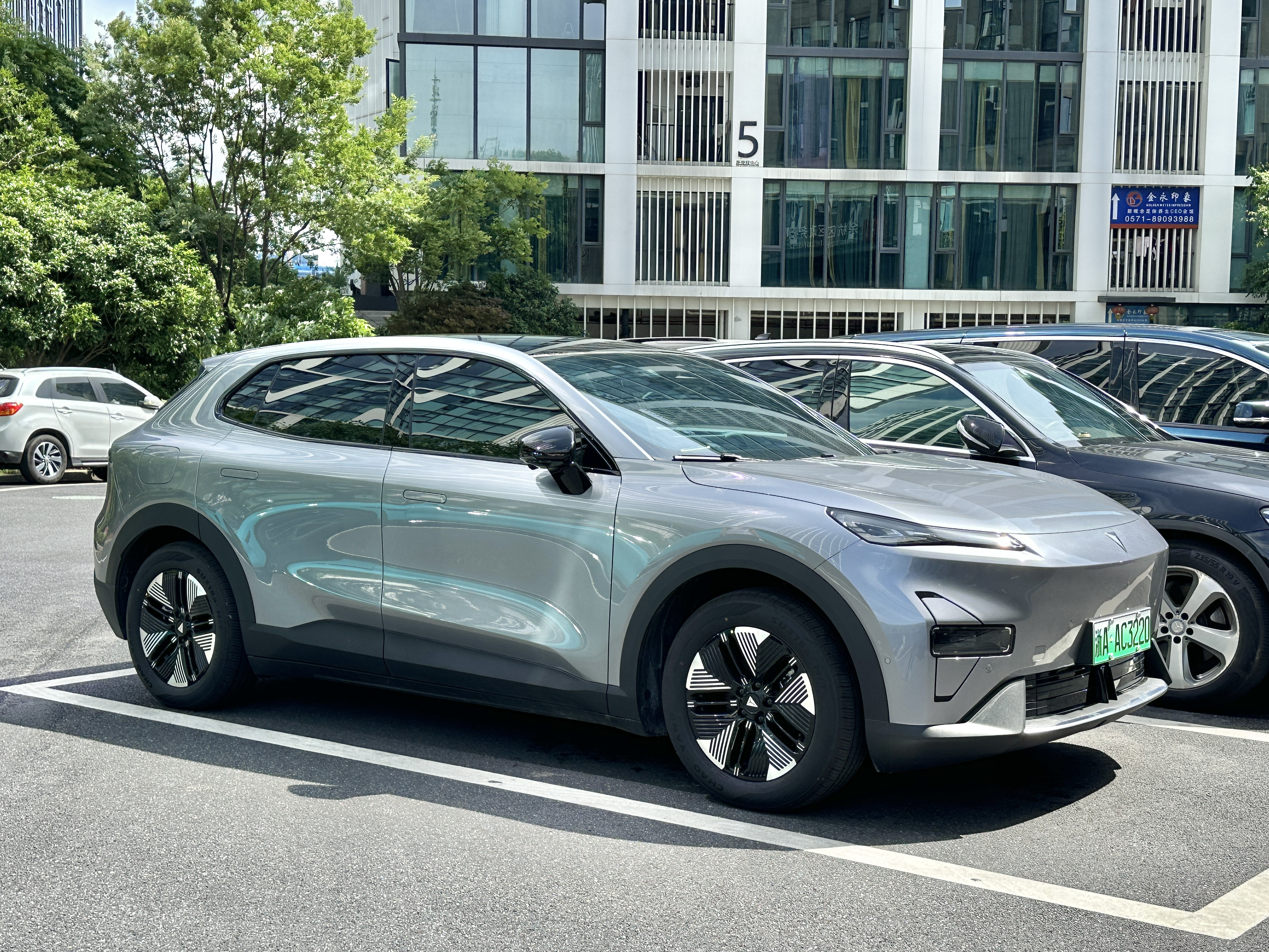
ديبال إس 05
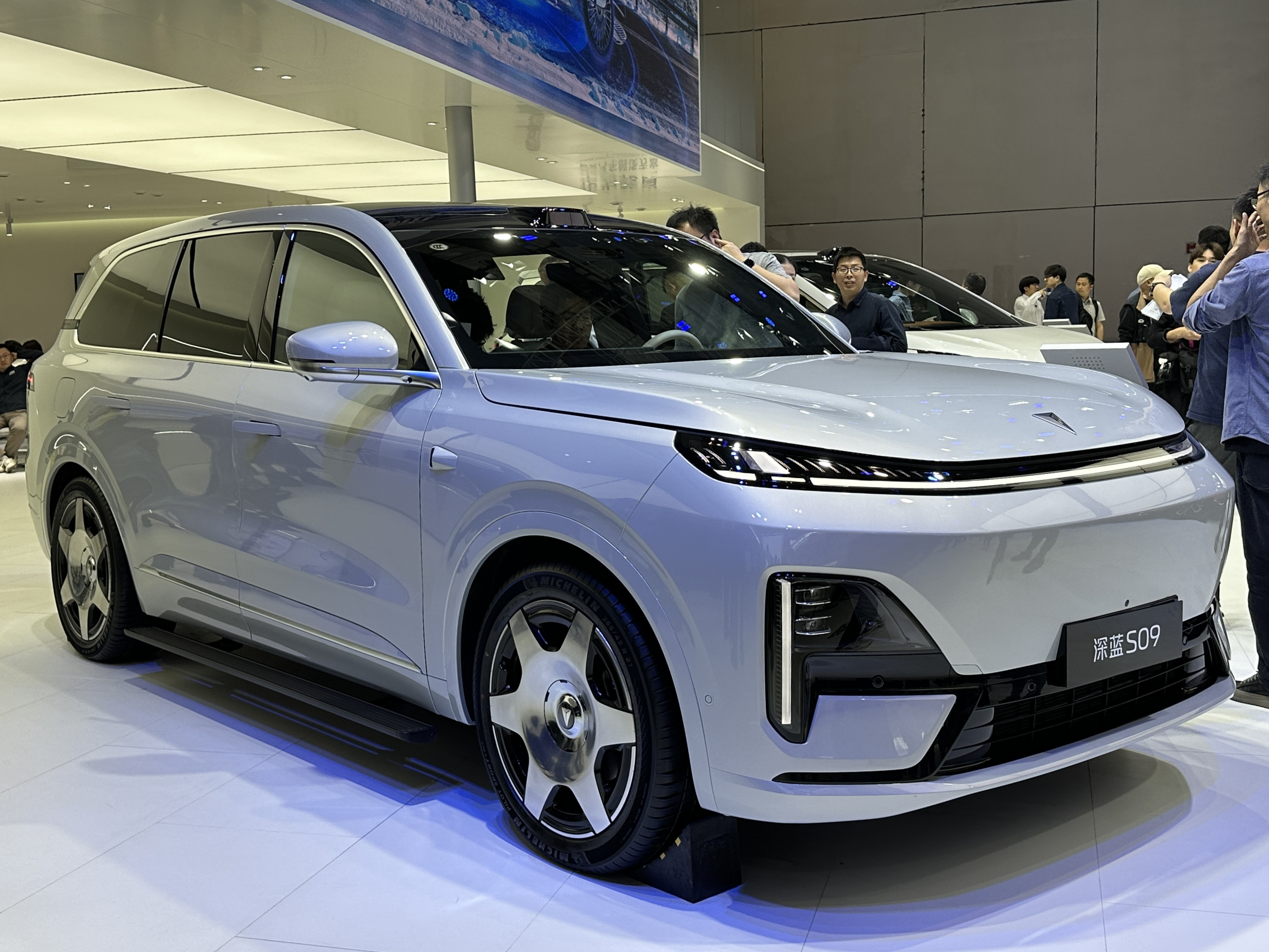
ديبال إس 09
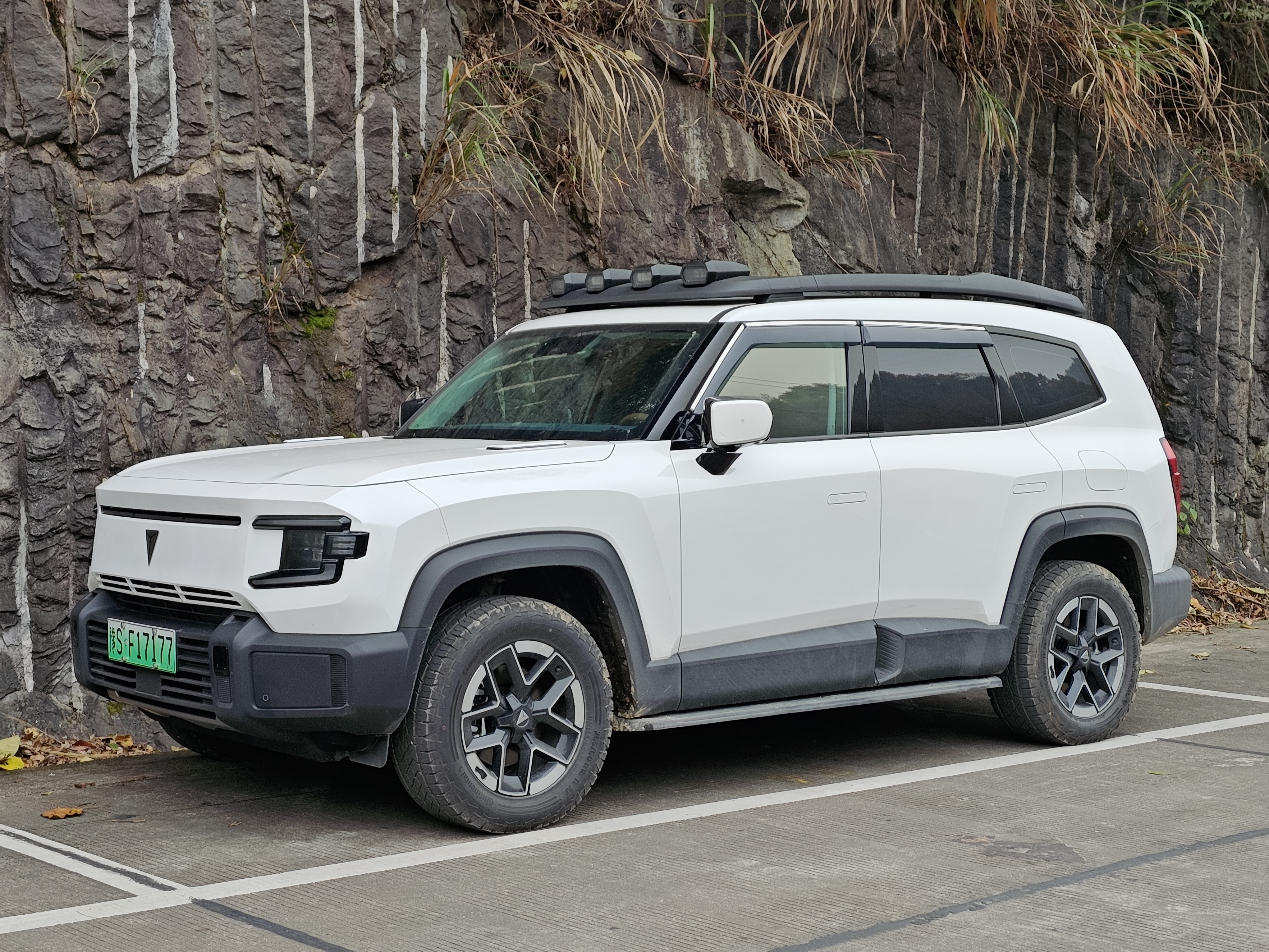
ديبال جي 318

#### نماذج التصدير
- ديبال إي 07 (2024 حتى الآن، للتصدير فقط)، سيارة شانجان نيفو إي 07 المعاد تسميتها، سيارة رياضية متعددة الاستخدامات متوسطة الحجم
- ديبال هانتر كيه 50 (2024 حتى الآن، للتصدير فقط)، تم إعادة تسميتها بشانجان نيفو هانتر كيه 50، شاحنة بيك آب

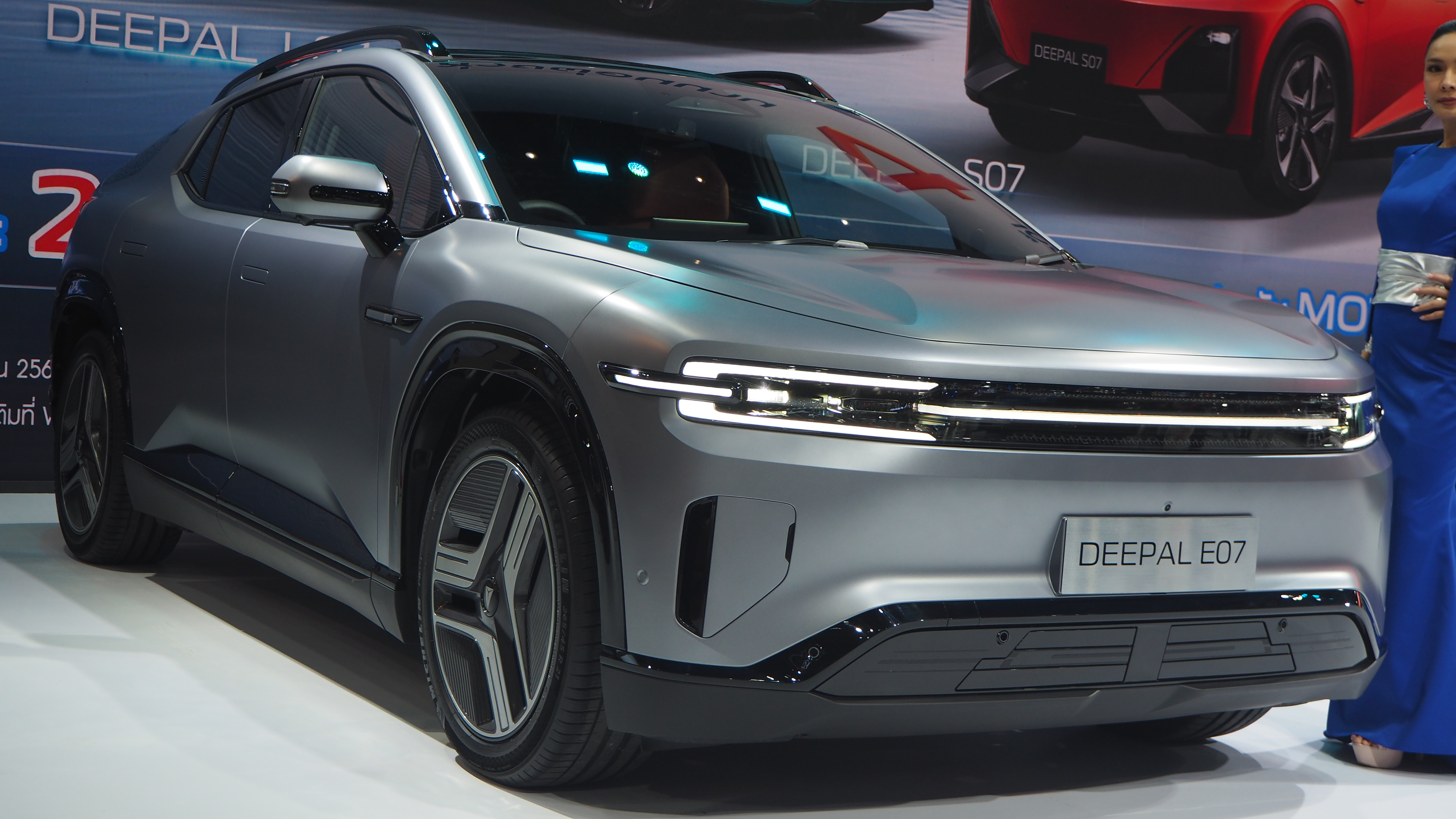
ديبال إي 07
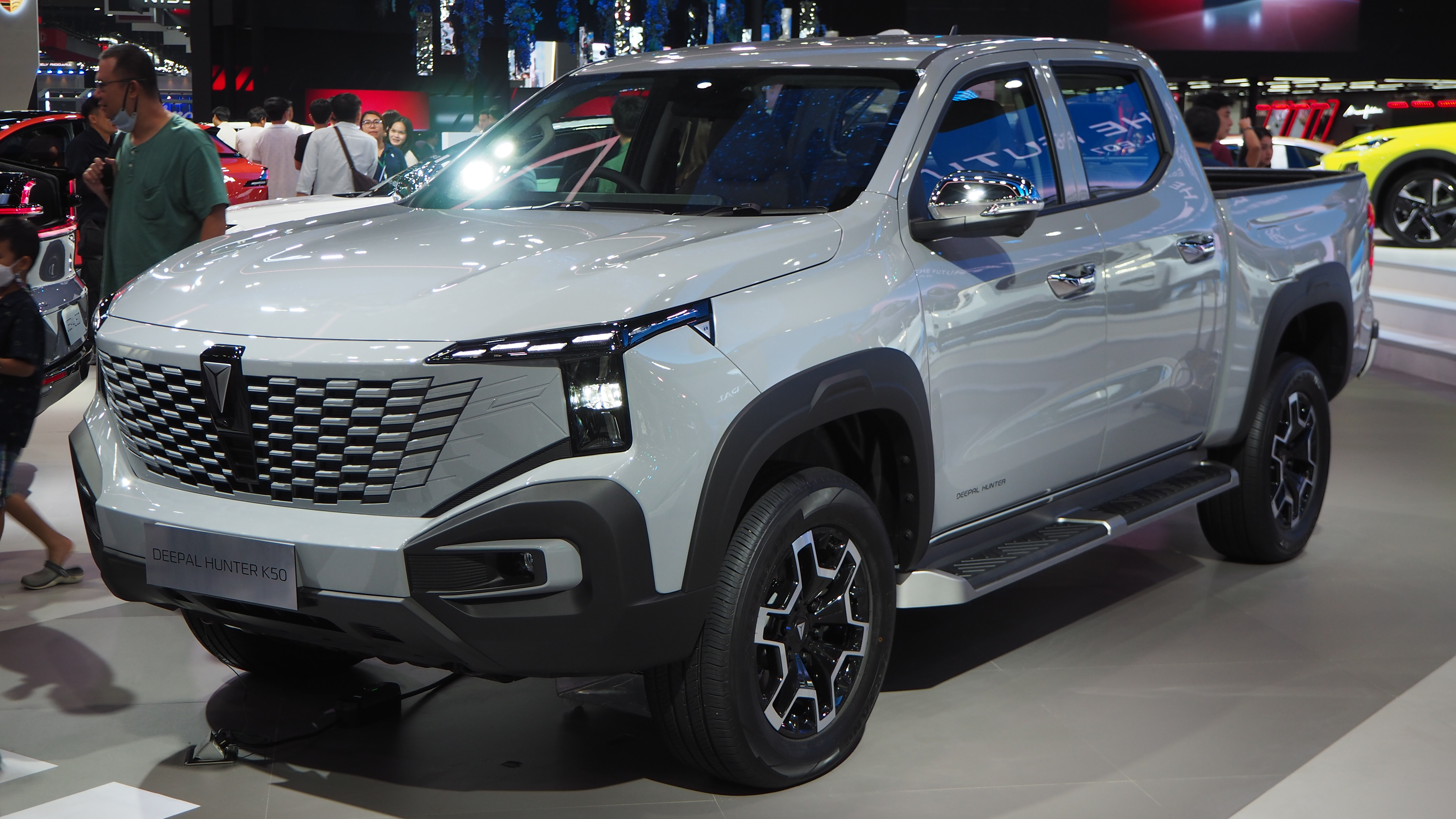
ديبال هانتر كيه 50

## المبيعات
| السنة | المجموع |
| ----- | ------- |
| 2022  | 33,354  |
| 2023  | 128,865 |
| 2024  | 243,894 |

## انظر أيضّاً
- قائمة شركات صناعة السيارات الصينية

## وصلات خارجية
- الموقع الرسمي